# Christine Shevchenko
Christine Shevchenko (Odesa, 1989) es una bailarina ucranianaestadounidense que actualmente se desempeña como bailarina principal en el American Ballet Theatre.

## Infancia
Nacida en Odessa, Ucrania, su padre era un gimnasta de una familia de deportistas famosos y su madre bailaba y actuaba. Su abuelo era compositor y director. A los 4 años, Shevchenko comenzó a entrenar en gimnasia rítmica en la Escuela de la Reserva Olímpica en Odessa bajo la dirección de Nina Vitrychenko. Cuando tenía 8 años, su familia emigró a Pensilvania y la inscribió en The Rock School for Dance Education, anteriormente Rock School of Pennsylvania Ballet en Filadelfia, bajo la dirección de Bo y Stephanie Spassoff. Shevchenko bailó el rol de Marie en El cascanueces del Pennsylvania Ballet durante tres años y apareció en el especial Degas and the Dance de la NBC. 
A los 15 años, se convirtió en la receptora más joven del Premio Princess Grace , que le otorgó recursos para asistir a las competiciones (fue apoyada por los directores de la Escuela Rock).
Además, Shevchenko estudió con Lev Assaulyak (exbailarina principal, maestra de ballet en Teatro académico de ópera y ballet de Perm, artista honrada de la RSFSR (1965) y Olga Tozyiakova (bailarina principal de Alumni en ópera y teatro de ballet de Perm, Teatro Académico de Ópera y Ballet de Odessa y Ballet de la Ciudad de Moscú).  Shevchenko también trabajó con coreógrafos de renombre mundial: Fernando Bujones , Benjamin Millepied (Capricho # 1 especialmente coreografiado para una competencia), Elena Tchernichova, Vladimir Shoumeikin.

## Carrera
Ingresó al American Ballet Theatre como aprendiz en diciembre de 2007 y al cuerpo de baile en junio de 2008.  En junio de 2013, reemplazó a Gillian Murphy, quien se encontraba lesionada, en el ballet del Concierto para piano número 1 Alexei Ratmansky, y Joan Acocella de The New Yorker dijo que su interpretación era "la más increíble". Se convirtió en solista en agosto de 2014. En mayo de 2017, durante la Temporada de Ballet Metropolitano, Shevchenko tuvo un debut muy exitoso como Kitri en el ballet Don Quijote. En su segunda presentación de Kitri en reemplazo de una bailarina lesionada, Christina Pandolfi, de Broadwayworld.com, declaró que "la capacidad de adaptarse, ajustarse y hacer algo propio es un regalo raro que a menudo se da por sentado.  Pero es exactamente ese matiz que hizo que Schevchenko, y toda la producción, brillaran como la estrella más brillante del cielo ".  En junio de 2017, Shevchenko hizo un emocionante debut como Medora en el ballet Le Corsaire y durante una semana interpretó el papel tres veces.  Christine terminó su gran temporada con las actuaciones de Mozartiana Balanchine.  Marina Harss, de DanceTabs, declaró: "De los tres bailarines principales de Mozartiana que vi, Shevchenko fue el más brillante, bailando con una especie de brillante resplandor.  De hecho, esto fue cierto en todos sus debut, nada parece desconcertarla.  Tenía una relación feliz y afectuosa con su compañero, David Hallberg, que bailaba con su nobleza característica y la pureza de la línea ".  Shevchenko fue ascendido a Principal en julio de 2017.  Christine bailó en 2018: Odette / Odile en El lago de los cisnes, Gamzatti en La Bayadère, el pájaro en El Pájaro de fuego, y Songs of Bukovina.

## Premios
- Premio Princesa Grace 2003[31]
- Medalla de oro 2005 y título de laureado en el Concurso Internacional de Ballet de Moscú, Premio George Zoritch de Ballet Russe al reconocimiento de talentos[32][33][34]
- Medalla de bronce 2006 en la competencia internacional de ballet de Estados Unidos en Jackson, Mississippi[35]
- Premio de danza Margaret Moore 2010[36]
- 2015 Leonore Annenberg Arts Fellowship[37]